# 음졸리스

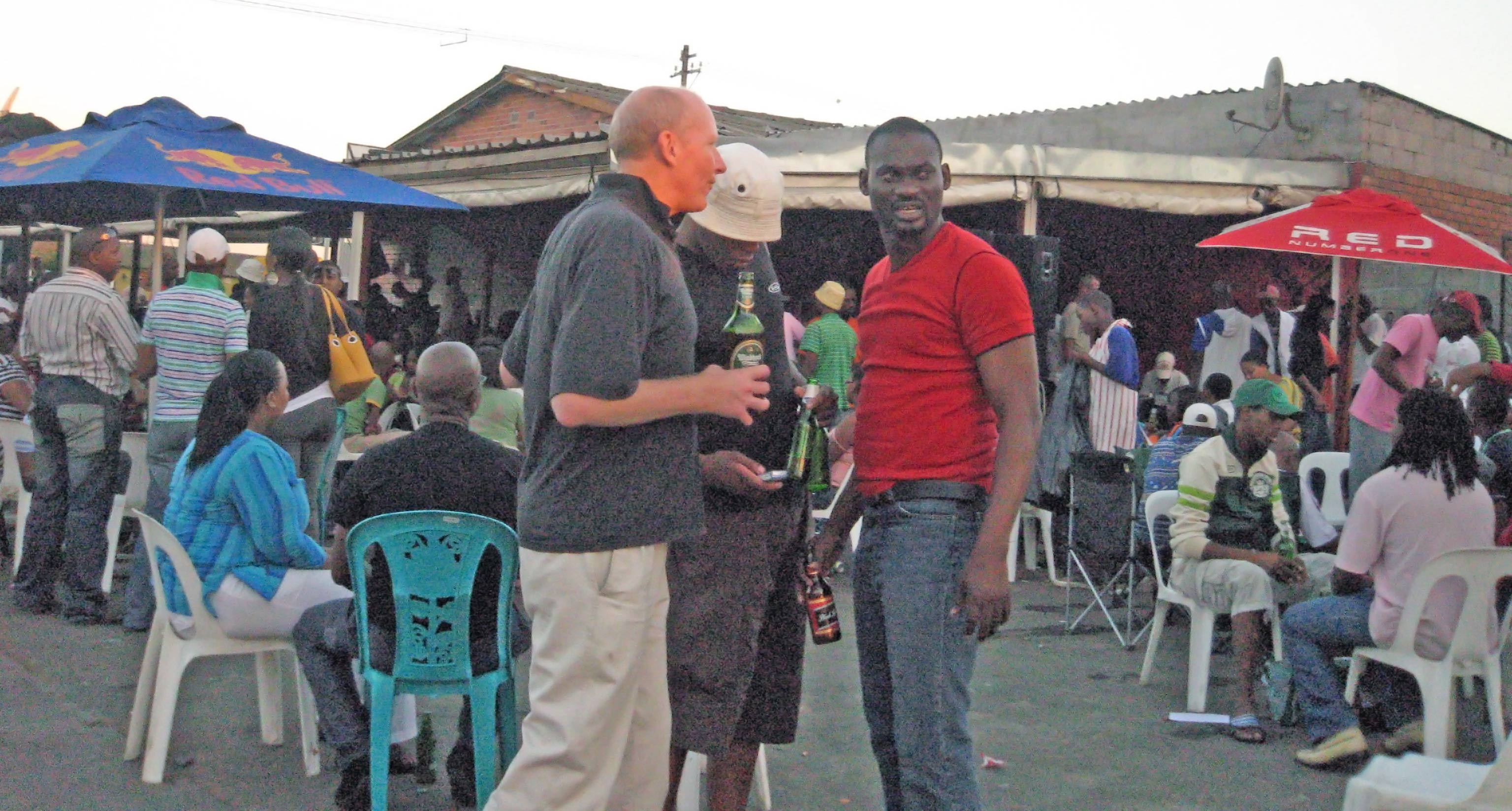

음졸리스(영어: Mzoli’s)는 남아프리카 공화국 케이프타운 외곽의 구굴레투에 위치한 정육점이다. 2003년에 문을 연 음졸리스는 지역 주민을 위한 모임 장소이자 관광지로 인기를 얻었다. 지역 주민들에게 음졸리스는 공공장소에서의 만취 행각과 무례한 행동이 빈번한 장소로 알려져 있다. 음졸리스의 점포명은 창업자이자 사업주인 음졸리 응카부젤레의 이름에서 유래되었다. 음졸리스 플레이스라는 이름으로 불리기도 한다.
남아프리카 공화국의 코로나19 범유행의 영향으로 인해 2021년 5월 무기한 폐쇄되었다.